# Grandfresnoy
Grandfresnoy és un municipi francès, situat al departament de l'Oise i a la regió dels Alts de França. L'any 2007 tenia 1.574 habitants.

## Demografia

### Població
El 2007 la població de fet de Grandfresnoy era de 1.574 persones. Hi havia 579 famílies de les quals 112 eren unipersonals (54 homes vivint sols i 58 dones vivint soles), 179 parelles sense fills, 249 parelles amb fills i 39 famílies monoparentals amb fills.
La població ha evolucionat segons el següent gràfic:
Habitants censats

### Habitatges
El 2007 hi havia 641 habitatges, 588 eren l'habitatge principal de la família, 17 eren segones residències i 36 estaven desocupats. 583 eren cases i 58 eren apartaments. Dels 588 habitatges principals, 473 estaven ocupats pels seus propietaris, 99 estaven llogats i ocupats pels llogaters i 16 estaven cedits a títol gratuït; 6 tenien una cambra, 29 en tenien dues, 96 en tenien tres, 123 en tenien quatre i 334 en tenien cinc o més. 466 habitatges disposaven pel capbaix d'una plaça de pàrquing. A 218 habitatges hi havia un automòbil i a 323 n'hi havia dos o més.

### Piràmide de població
La piràmide de població per edats i sexe el 2009 era:
| Homes | Edats   | Dones |
| ----- | ------- | ----- |
| 0     | 95 o +  | 0     |
| 0     | 90 a 94 | 4     |
| 4     | 85 a 89 | 8     |
| 12    | 80 a 84 | 0     |
| 12    | 75 a 79 | 36    |
| 28    | 70 a 74 | 24    |
| 28    | 65 a 69 | 36    |
| 16    | 60 a 64 | 16    |
| 32    | 55 a 59 | 28    |
| 24    | 50 a 54 | 28    |
| 76    | 45 a 49 | 72    |
| 68    | 40 a 44 | 52    |
| 80    | 35 a 39 | 76    |
| 68    | 30 a 34 | 80    |
| 36    | 25 a 29 | 24    |
| 48    | 20 a 24 | 20    |
| 52    | 15 a 19 | 68    |
| 80    | 10 a 14 | 92    |
| 60    | 5 a 9   | 68    |
| 36    | 0 a 4   | 40    |

## Economia
El 2007 la població en edat de treballar era de 1.029 persones, 793 eren actives i 236 eren inactives. De les 793 persones actives 740 estaven ocupades (391 homes i 349 dones) i 53 estaven aturades (25 homes i 28 dones). De les 236 persones inactives 84 estaven jubilades, 75 estaven estudiant i 77 estaven classificades com a «altres inactius».

### Ingressos
El 2009 a Grandfresnoy hi havia 594 unitats fiscals que integraven 1.628,5 persones, la mediana anual d'ingressos fiscals per persona era de 20.413 €.

### Activitats econòmiques
Dels 45 establiments que hi havia el 2007, 1 era d'una empresa extractiva, 1 d'una empresa alimentària, 1 d'una empresa de fabricació d'altres productes industrials, 7 d'empreses de construcció, 8 d'empreses de comerç i reparació d'automòbils, 4 d'empreses de transport, 1 d'una empresa d'hostatgeria i restauració, 1 d'una empresa d'informació i comunicació, 2 d'empreses immobiliàries, 9 d'empreses de serveis, 7 d'entitats de l'administració pública i 3 d'empreses classificades com a «altres activitats de serveis».
Dels 12 establiments de servei als particulars que hi havia el 2009, 1 era una oficina de correu, 1 taller de reparació d'automòbils i de material agrícola, 1 autoescola, 3 paletes, 2 lampisteries, 1 electricista, 2 perruqueries i 1 agència immobiliària.
Dels 2 establiments comercials que hi havia el 2009, 1 era una botiga de menys de 120 m² i 1 una botiga de material de revestiment de parets i terra.
L'any 2000 a Grandfresnoy hi havia 13 explotacions agrícoles que ocupaven un total de 770 hectàrees.

## Equipaments sanitaris i escolars
L'únic equipament sanitari que hi havia el 2009 era una farmàcia.
El 2009 hi havia una escola elemental.

## Poblacions més properes
El següent diagrama mostra les poblacions més properes.